# Lazizi Amar
Lazizi Amar (en kabyle : Lɛzizi Ɛmar, en tifinagh : ⵍⵄⵣⵉⵣⵉ  ⵄⵎⴰⵔ), né le 21 février 1935 à Birmatou, Tinebdar et mort le 1er mars 1962 à Sétif est un chahid ayant participé à la guerre d'Algérie.

## Biographie
Il nait en 1935 dans une famille modeste du village kabyle de Birmatou, dans la tribu des Aït Waghlis et est le fils de Tahar Amar et de Ourdia Kartout.
Il effectue ses études et obtient son certificat d'études ainsi qu'un brevet sportif au collège de Tighilt et va ensuite poursuivre ses études et travailler en France.
Il revient ensuite dans son village natal où il épouse Houa Kartout.

Il rejoint ensuite la résistance en 1956 dans la région de l'Akfadou et est affecté, l'année qui suit, à la wilaya II où il devient lieutenant.
Il décède le 1er mars 1962, lors d'un combat contre l'armée coloniale et est enterré à Sétif avant d'être rapatrié à Birmatou, son village natal.

## Hommage
Un collège d'enseignement moyen porte son nom dans la ville de Tinebdar.